# Вальдек-Руссо, Пьер Мари
Пьер Мари Рене Эрнест Вальдек-Руссо (фр. Pierre Marie René Ernest Waldeck-Rousseau; 2 декабря 1846, Нант, Франция — 10 августа 1904, Корбей, Франция) — французский государственный деятель. Председатель Совета Министров Франции (1899—1902).

## Биография

### Ранние годы
Сын бывшего депутата от департамента Нижней Луары, игравшего значительную роль в Учредительном собрании 1848—1849 г. После окончания юридического факультета Университета Пуатье работал адвокатом в Ренне.

### Первый этап политической карьеры
Избранный в 1879 году в Палату депутатов от департамента Иль и Вилен, он примкнул к Республиканскому союзу и обратил на себя внимание предложением о преобразовании магистратуры, в котором выступил решительным противником несменяемости судей. В кабинете Гамбетты (с ноября 1881 до января 1882 года) он получил портфель министра внутренних дел, а потом занимал ту же должность в правительстве Ферри (с февраля 1883 до марта 1885 года). Выступил автором Закона «О создании профессиональных союзов» или закона Вальдека-Руссо, который разрешил создание во Франции профсоюзных организаций и отменял реакционный «Закон Ле Шапелье». Также получил известность как автор закона «О наказании рецидив преступлений».
Его политические речи вышли в свет в 1889 году. Затем на некоторое время отошёл от политической жизни и на выборах 1889 года даже не выставил своей кандидатуры в парламент.

### Адвокатская практика
Удалившись от политической деятельности в 1889 году, он занимался исключительно адвокатурой; в 1893 году защищал инженера Густава Эйфеля. В 1897 году, будучи представителем одного из кредиторов Терезы Эмбер, первый высказал подозрение, что никакого наследства Крауфордов не существует и назвал все дело «величайшим мошенничеством XIX века»; он же, в 1899 году, уже в качестве министра, ликвидировал его, предписав арест Эмберов (см. дело Эмберов).

### Второй этап политической карьеры
В 1894 году вернулся к политической деятельности и был избран сенатором. В январе 1895 года, при выборах президента республики, при первом голосовании получил 180 голосов, после чего отказался от кандидатуры в пользу Феликса Фора. В 1898 году выступил основателем и президентом «Большого республиканского круга» (Le Grand Cercle Républicain), политической структуры, которая должна была координировать республиканцев-прогрессистов.

### Дело Дрейфуса
Во время дела Дрейфуса публично отстаивал его невиновность. Когда правительство Дюпюи внесло в 1899 году проект ограничения прав уголовной палаты кассационного суда в пользу всего кассационного суда в полном его составе (проект, направленный специально против Дрейфуса), Вальдек-Руссо резко возражал против него, приводя как юридические, так и с политические аргументы.

### Правительство Вальдека-Руссо
Когда в июне 1899 года правительство Дюпюи (фр. gouvernement Charles Dupuy (5)) пало вследствие непринятия им полицейских мер для охраны президента Лубе, он согласился сформировать кабинет (фр. gouvernement Pierre Waldeck-Rousseau), поскольку Раймону Пуанкаре сделать этого не удалось. Одновременно занимал посты министра внутренних дел и по делам культов.
Состав кабинета оказался крайне разнородным: туда вошёл как генерал Галифе, известный своей жестокостью при подавлении Коммуны (позднее заменён генералом Андре), так и два социалиста — Мильеран и Боден. Последнее было особенно удивительно со стороны Вальдека-Руссо, всегдашнего противника социализма. Правительству предсказывали лишь эфемерное существование, но оно продержалось целых три года и оказалось самым долговечным из всех правительств Третьей республики.
Свою работу кабинет начал с «чистки» администрации и армии, заменяя судей, префектов военачальников (circulaire de Galliffet).
Правительство закончило дело Дрейфуса и, в связи с ним, отдало под суд по обвинению в государственной измене Деруледа и его друзей, подавив националистическую агитацию. При этом оно сплотило республиканцев в борьбе с клерикализмом (закон об ассоциациях; фр. Association loi de 1901), были введены основы социального законодательства: законы о труде женщин и детей, закон Миллерана-Коллиара сокращал до одиннадцати часов время ежедневной работы и до 60 часов в неделю для мужчин; путём декретов введён 8-часовой день в большей части казённых мастерских и заводов.
В сфере экономики проводилась классическая политика, нацеленная на формирование сбалансированного бюджета путём сокращения государственных расходов и увеличение доходов. Кроме того, были отменены акцизы с гигиеничных напитков и на сахар, принят закон о пошлинах на наследство. Однако правительство не решилось внести на рассмотрение парламента вопрос о введении прогрессивной шкалы налогообложения, за которую выступали входящие в состав кабинета партии. Также были созданы банк Credit Agricole и Управление сельскохозяйственной информации. В дебатах 1900 года об импорте и экспорте пшеницы и муки правительство сохранило протекционистские меры.
В сентябре 1899 года был подписан декрет о создании региональных трудовых советов для работы с представителями профсоюзов, включая рабочих, однако он был отменён Государственным советом. Во время стачек правительство старалось вести себя примирительно; однако и при нем случались кровавые столкновения войск со стачечниками. Так, 2 июня 1900 года кабинет отправил войска, чтобы подавить забастовку в Шалон-сюр-Сон, а в начале 1901 года — в Монсо-ле-Мин.
Косвенным результатом деятельности правительства Вальдек-Руссо был раскол в рядах социалистической партии. В 1901 году для поддержки правящего кабинета был основан Демократический республиканский альянс.
В 1902 году была инициирована реформа образования, направленная на модернизацию преподавания гуманитарных наук и сближение начального и среднего образования, которая, несмотря на ожесточённые дебаты в парламенте, была реализована.
Во внешней политике Вальдек-Руссо укреплял франко-русский союз посредством секретной дипломатической конвенции от 9 августа 1899 года, которая предусматривала поддержку Францией балканской политики России в обмен на поддержку Россией вопроса по Эльзас-Лотарингии. В декабре 1900 года также были подписаны секретные соглашения с Италией. В колониальной политике в апреле 1901 года кабинет министров направил отряд тирайлеров для подавления восстания в алжирском городе Маргерит. В апреле 1900 года была разбита армия Рабиха аз-Зубайра и Франция присоединила ряд суданских территорий.
Выборы в мае 1902 года дали правительству большинство; тем не менее оно добровольно ушло в отставку (первый подобный пример в истории французской республики), считая свою миссию оконченной. Правительство Вальдек-Руссо действовало с 22 июня 1899 по 3 июня 1902 года.

### Завершение политической карьеры
Вальдек-Руссо привёл Левый блок к успеху на выборах в палату депутатов в 1902 году, но, страдая от рака поджелудочной железы, он подал в отставку 3 июня 1902 года. В том же году был избран в состав Сената. В 1902 году он был травмирован в автомобильной аварии.
Похоронен на Кладбище Монмартр.

## Изданные речи
Отдельно изданные речи Вальдек-Руссо:
- «Discours parlementaires 1879—89» (П., 1889);
- «Discours politiques 1889—99» (П., 1899);
- «Questions sociales» (П., 1900);
- «Associations et congrégations» (П., 1901);
- «La défense républicaine» (П., 1902);
- «Action républicaine et sociale» (П., 1903);
- «Politique française et étrangère» (П., 1904).

## Крейсер ВМФ Франции
В честь политика был назван крейсер «Waldeck-Rousseau», построенный в 1908 году. Во время Гражданской войны в России он был флагманом французской черноморской лёгкой эскадры, на нём располагался командный пункт контр-адмирала Дюмениля.